# 左翼反资本主义团体
左翼反资本主义团体（希腊语：Αριστερή Αντικαπιταλιστική Συσπείρωση，Aristeri Antikapitalistiki Syspirosi）是希腊的一个共产主义组织。成立于1998年。该组织的意识形态是反资本主义、革命马克思主义，深受毛泽东和路易·皮埃尔·阿尔都塞的政治哲学影响。该组织的政治立场是极左翼。该组织原为希腊左翼政党联盟争取颠覆反资本主义左翼合作的成员，后来转而加入人民团结。